# نوتوس (آیداهو)
نوتوس(به انگلیسی: Notus) شهری در شهرستان کانیون ایالت آیداهو است که جمعیت آن در سرشماری سال ۲۰۱۰ میلادی ۵۳۱ نفر بوده است.